# پوتاپوفکا
پوتاپوفکا (انگلیسی: Potapovka) یک شهرک در شهرستان دووانسکی در استان باشقیرستان کشور روسیه است.